# Kempers Häuschen
Kempers Häuschen, in älterer Schreibweise auch (Am) Kempershäuschen, ist eine Ortslage im Norden der bergischen Großstadt Wuppertal.

## Lage und Beschreibung
Die Ortslage befindet sich im Osten des Wohnquartiers Uellendahl-West im Stadtbezirk Uellendahl-Katernberg auf einer Höhe von 211 m ü. NHN an der gleichnamigen Straße Kempers Häuschen.
Benachbarte Ortslagen, Hofschaften und Wohnplätze sind Uellendahl, Am Flöthen, Weinberg, Am Deckershäuschen, Am Sonnenschein, Norkshäuschen, Röttgen, Am Brucher Häuschen, Am Bruch, Mangen, In den Siepen und Auf der Nüll.

## Etymologie und Geschichte
Der Name ist auf eine hier ansässige Familie Kemper zurückzuführen.
Der Ort wurde 1810 erstmals erwähnt. Im 19. Jahrhundert gehörte Kempers Häuschen zur Mirker Rotte der Oberbürgermeisterei Elberfeld. Der Ort ist auf der Topographischen Aufnahme der Rheinlande von 1824 unbeschriftet eingezeichnet, ebenso auf der Preußischen Uraufnahme von 1843. Auf dem Wuppertaler Stadtplan von 1930 ist es als Am Kempershäuschen eingezeichnet. In den Elberfelder Adressbüchern von 1850 bis 1858 heißt der Ort Kempershäuschen, 1864 Kemperhäuschen und 1868/70 am Kempershäuschen.
1815/16 lebten 33 Einwohner im Ort. Laut der Topographisch-statistischen Beschreibung der Königlich Preußischen Rheinprovinz von 1830 lebten zu dieser Zeit 43 Einwohner in Kempershäusgen. Der laut der Statistik und Topographie des Regierungsbezirks Düsseldorf 1832 als Kothen kategorisierte Ort wurde zu dieser Zeit als am Kempershä. bezeichnet und besaß ein Wohnhaus und ein landwirtschaftliches Gebäude. Zu dieser Zeit lebten 13 Einwohner im Ort, alle evangelischen Glaubens.